# Chicago Board of Trade Building
Le Chicago Board of Trade Building est un gratte-ciel de style Art déco situé dans le centre de la ville de Chicago, dans l'État de l'Illinois, aux États-Unis. Il s'élève au niveau du 141 West Jackson Boulevard, au pied de LaSalle Street canyon, au cœur du secteur financier du Loop (Downtown Chicago).
Le bâtiment a été désigné Chicago Landmark (CL) par les membres de la Commission on Chicago Landmarks de la ville de Chicago le 4 mai 1977 et figure sur la prestigieuse liste des National Historic Landmark (NHL) depuis juin 1978. Il fut également ajouté au Registre national des lieux historiques (National Register of Historic Places ; NRHP) par le National Park Service le 16 juin 1978. Ainsi, le Chicago Board of Trade Building bénéficie d'une protection juridique au titre des monuments historiques et patrimoniaux.
Initialement construit pour le Chicago Board of Trade (CBOT), il est désormais la principale plate-forme de négociation pour le groupe FMC, formé en 2007 à la suite de la fusion du CBOT et du Chicago Mercantile Exchange (CME).

## Description
L'adresse actuelle de l'édifice (le 141 West Jackson Boulevard) abritait auparavant le Old Chicago Board of Trade Building (conçu par l'architecte William W. Boyington et détruit en 1895 en raison du manque grandissant de bureaux) fut, avec 10 étages pour une hauteur de 98 mètres, le plus haut bâtiment de Chicago lors de son inauguration en 1885.
Le bâtiment actuel, édifié par la firme d'architecte Holabird and Root, a été le plus haut immeuble de Chicago pendant plus de 35 ans, avec 44 étages pour 185 mètres avant d'être dépassé en 1965 par le Richard J. Daley Center (31 étages ; 198 mètres). L'immeuble est connu pour son architecture Art déco, ses grandes sculptures, ainsi que ses vastes salles de marché. Au sommet de l'immeuble, une statue de style Art déco et de couleur argent nommée Cérès (la déesse de l'agriculture) coiffe le bâtiment. Selon la légende la statue n'a pas de visage car son auteur, John Storrs pensait que l'immeuble de 44 étages resterait le plus haut de Chicago et, que par conséquent, nul ne pourrait admirer le visage de sa sculpture. Le sculpteur explique plus simplement qu'il a voulu garder l'esprit des lignes verticales du bâtiment.
L'immeuble est une attraction touristique populaire et un emplacement célèbre dans les prises de vue cinématographiques. En effet, le Chicago Board of Trade Building apparaît dans de nombreux films. Ses propriétaires et la direction ont remporté des prix pour leurs efforts visant à préserver le bâtiment et pour sa gestion.

### Histoire
Le 3 avril 1848, la bourse de Chicago (Chicago Board of Trade ; CBOT) ouvre ses portes au 101 South Water Street. Composée de 122 membres en 1856, la bourse de Chicago commence à manquer de place et est déplacée dans de nouveaux bureaux à l'angle de South Water Street et LaSalle Street. Après une autre relocalisation temporaire à l'ouest sur South Water Street en 1860, le premier bureau permanent pouvant abriter la bourse de Chicago se trouve dans un bâtiment appelé Old Chicago Board of Trade Building (1865) et se situe à l'angle de LaSalle Street et Washington Street.
En 1871, le Grand incendie de Chicago détruit les lieux, ainsi qu'une très grande partie du centre-ville. La bourse a rouvert deux semaines après l'incendie dans un bâtiment en bois haut de 27 m appelé « Wigwam » à l'intersection de Washington Street, avant de faire appel à la firme d'architecture Holabird and Root pour la commande d'un nouvel immeuble connu aujourd'hui comme le Chicago Board of Trade Building.

### Architecture

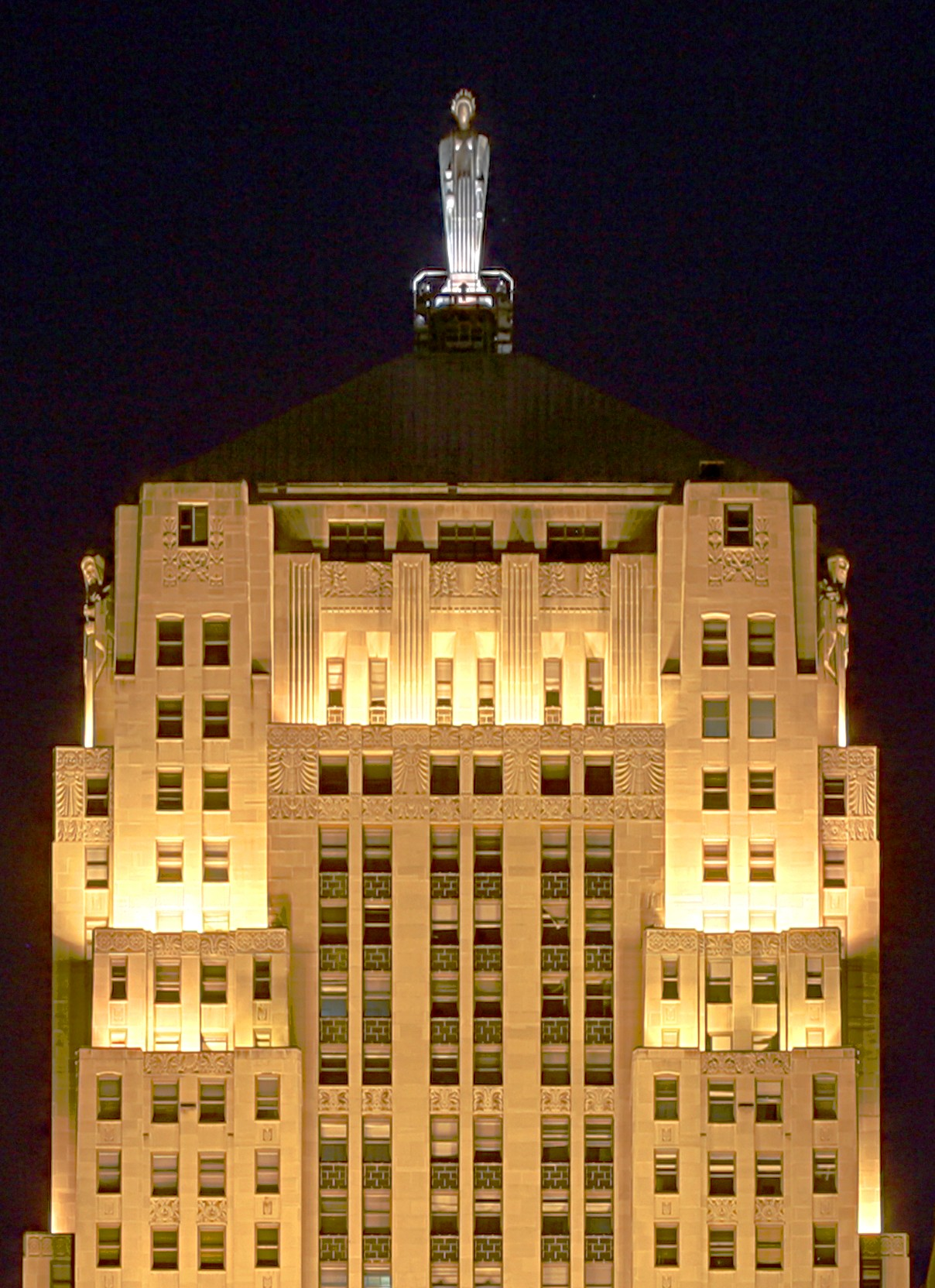
Éclairage des derniers étages du Chicago Board of Trade et de la statue.

En 1925, le Chicago Board of Trade a signé un contrat avec la firme d'architecture Holabird and Root pour concevoir le bâtiment actuel. Les entrepreneurs Hegeman et Harris ont érigé le bâtiment pour la somme de 11,3 millions de dollars, bien que la valeur de l'hypothèque de vingt ans rapporta 12 millions de dollars, (12 M $ en 1925 équivaut à environ 160 millions de dollars en 2014). L'immeuble est recouvert de calcaire gris de l'Indiana, son sommet est surmonté d'un toit pyramidal en cuivre sur lequel se dresse une statue. De style Art déco et d'une hauteur totale de 605 pieds (184 mètres), le CBOT a ouvert ses portes le 9 juin 1930. Il sert de frontière sud pour les gratte-ciel se situant sur LaSalle Street et est plus grand que les structures entourant plusieurs blocs.
Le Chicago Board of Trade qui se trouve au quatrième étage, siège dans cet immeuble depuis son ouverture en 1930, occupant plus de 1 800 m2 de ce qui était alors la plus grande salle des marchés de la planète.

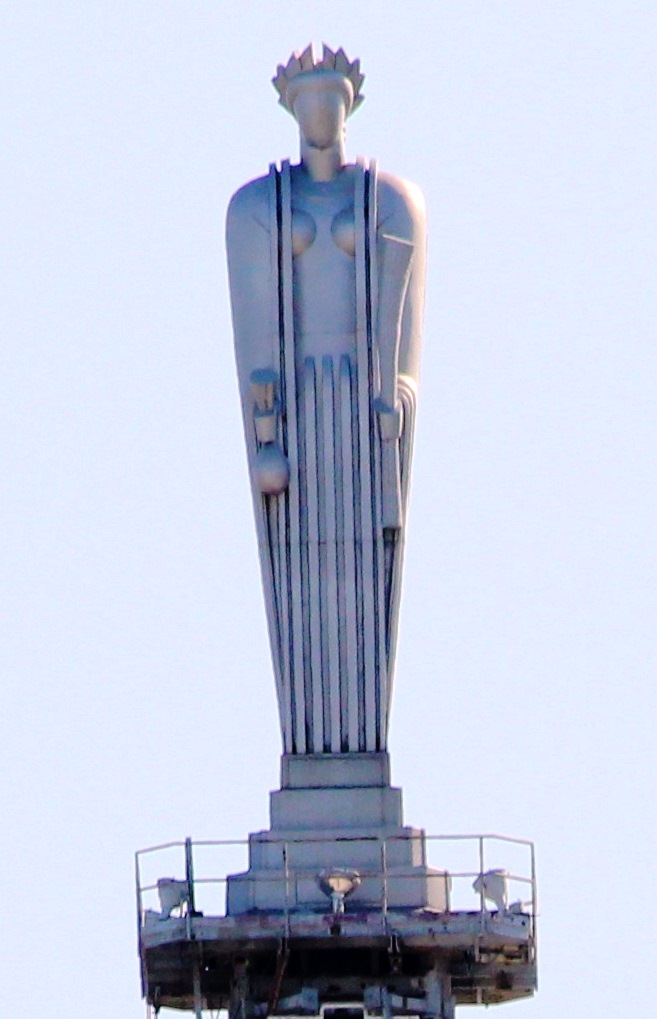
La statue de Cérès, au sommet de l'immeuble.

L'avènement des structures en acier pour la construction des immeubles de grande hauteur à Chicago permit d'ériger le Board of Trade Building. La nuit, les flancs de la façade de l'immeuble sont éclairés par de puissants  projecteurs orientés vers le ciel, soulignant en outre des éléments verticaux de la structure. La conception de l'éclairage de nuit était déjà à l'époque un thème architectural contemporain assez commun à Chicago. De nombreux immeubles de la ville possèdent un plan lumière dont les principaux sont le Wrigley Building, le Jewelers Building, le Palmolive Building, le LaSalle-Wacker Building et la Tribune Tower entre autres.
La décoration intérieure comprend principalement des surfaces polies. L'utilisation du marbre noir et blanc, garniture principale du couloir central, recouvre également les murs et les sols. Le hall d'accueil s'ouvre sur trois étages qui, au moment de l'ouverture logeait le plus grand luminaire du monde. Le CBOT a été le premier bâtiment de Chicago à dépasser une hauteur de 600 pieds (180 m). Après avoir dépassé le Chicago Temple Building et la Metropolitan Tower, il était le plus grand gratte-ciel de la ville jusqu'à ce que le Richard J. Daley Center soit achevé en 1965. 
Connue pour ses travaux sur le pont de Brooklyn, l'architecte John Augustus Roebling a fourni tous les câbles utilisés dans la construction des 23 ascenseurs Otis de l'immeuble.

### Bourse de Chicago
Fondée en 1848, le Chicago Board of Trade est la plus ancienne bourse de commerce au monde, elle siège dans le quatrième étage de l'immeuble. Plus de 50 différentes options et contrats à terme y sont traités, par les quelque 3 600 membres de la CBOT, à la corbeille et par eTrading. Le volume des échanges en 2003 y a dépassé les  454 millions de contrats. Le 12 juillet 2007, le Chicago Board of Trade a fusionné avec le Chicago Mercantile Exchange et a cessé d'exister en tant qu'entité indépendante.

## Dans la culture populaire
- Dans le film Les Incorruptibles réalisé par Brian De Palma et sorti en 1987, le Chicago Board of Trade Building et LaSalle Street canyon apparaissent au premier plan dans la scène finale.
- Dans le film Batman Begins de Christopher Nolan et sorti en 2005, le bâtiment est utilisé comme siège de Wayne Enterprises[9] (en revanche, dans le film The Dark Knight : Le Chevalier noir sorti en 2007, Wayne Enterprises a pour siège le Richard J. Daley Center[10], un autre gratte-ciel du centre de Chicago).
- L'extérieur de l'immeuble apparaît dans plusieurs autres films dont La Folle Journée de Ferris Bueller de John Hughes sorti en 1986, Les Sentiers de la perdition de Sam Mendes sorti en 2002, ou encore Transformers 3 : La Face cachée de la Lune de Michael Bay sorti en 2011[11],[12],[13].